# أليكس نياركو
أليكس نياركو (بالإنجليزية: Alex Nyarko)‏، من مواليد 15 أكتوبر 1973 في أكرا في غانا، لاعب كرة قدم غاني.
بدأ مسيرته الكروية مع نادي أسانتي كوتوكو في موسم 1992/1993، وفي عام 1994 انتقل إلى نادي داوو يونغستارز، وفي موسم 1994/1995 انتقل إلى نادي سبورتل ستودنتسك الروماني، وفي عام 1995 انتقل إلى نادي بازل السويسري، ولعب معهم حتى عام 1997، وشارك معهم في 55 مباراة وسجل 8 أهداف، وفي موسم 1997/1998 انتقل إلى نادي كارلسروه الألماني، ولعب معهم 22 مباراة وسجل هدف واحد، وفي عام 1998 انتقل إلى نادي لينس الفرنسي، ولعب معهم حتى عام 2000، وشارك معهم في 45 مباراة وسجل 3 أهداف، وفي عام 2000 انتقل إلى نادي إيفرتون الإنجليزي، ولعب معهم حتى عام 2004، وشارك معهم في 33 مباراة وسجل هدف واحد، وفي موسم 2001/2002 أعير إلى نادي موناكو الفرنسي، ولعب معهم 26 مباراة وسجل هدفين، وفي موسم 2002/2003 أعير إلى نادي باريس سان جيرمان الفرنسي، ولعب معهم 18 مباراة وسجل هدفين، وفي عام 2005 لعب مع نادي ستارت النرويجي، وشارك معهم في 31 مباراة، ومنذ عام 2006 وهو يلعب مع نادي يفيردين سبورت السويسري.
و قد لعب مع منتخب غانا لكرة القدم.

## روابط خارجية
- أليكس نياركو على موقع الاتحاد الدولي (مؤرشف)  (الإنجليزية)
- أليكس نياركو على موقع رابطة كرة القدم الفرنسية للمحترفين (الإنجليزية)
- أليكس نياركو على موقع قاعدة بيانات كرة القدم.إي يو (الإنجليزية)
- أليكس نياركو على موقع ناشيونال فوتبول تيمز (الإنجليزية)
- أليكس نياركو على موقع Soccerbase.com (لاعب) (الإنجليزية)
- أليكس نياركو على موقع Soccerway.com (الإنجليزية)
- أليكس نياركو على موقع عالم كرة القدم.نت (الإنجليزية)
- أليكس نياركو على موقع كووورة
- أليكس نياركو على موقع اللجنة الأولمبية الدولية (الإنجليزية)
- أليكس نياركو على موقع أوليمبيديا (الإنجليزية)